# Hallerndorf
Hallerndorf là một đô thị thuộc huyện Forchheim trong bang Bayern nước Đức. Đô thị Hallerndorf có diện tích 41,33 km², dân số thời điểm 31 tháng 12 năm 2006 là 3937 người.